# دوشان أوهرين
دوشان أوهرين، من مواليد 5 فبراير 1943 في سلوفاكيا، مدرب كرة قدم سلوفاكي.
و منذ عام 1994 درب منتخب التشيك لكرة القدم وحتى عام 1997، وقد دربهم في كأس الأمم الأوروبية لكرة القدم 1996، وقد درب نادي النصر السعودي في موسم 1997/1998، درب منتخب الكويت لكرة القدم منذ عام 1999 وحتى عام 2001.

## وصلات خارجية
- دوشان أوهرين على موقع قاعدة بيانات كرة القدم.إي يو (الإنجليزية)
- دوشان أوهرين على موقع Soccerway.com (الإنجليزية)
- دوشان أوهرين على موقع عالم كرة القدم.نت (الإنجليزية)